# Stereopony
Stereopony (ステレオポニー, Sutereoponī) fue una banda japonesa de rock formada en Okinawa en 2007, formada por Aimi (Cantante principal, vocales), Nohana (Bajo) y Shiho (Batería). Firmaron con gr8! records, de Sony ententairment Japón, en 2010 pasaron a Sony Music Entertainment Japan.
La banda ganó su primera oportunidad en la radio de rock japonés "School Of Lock!". Su canción "Hitohira no Hanabira" (ヒトヒラのハナビラ) fue el ending número 17 del animé Bleach. Su primer sencillo fue lanzado el 5 de noviembre de 2008, el cual llegó al ranking número 25 en el Oricon Weekly Charts. También tocaron "Namida no Mukō" (泪のムコウ), la segunda canción "opening" de la serie Gundam 00, que llegó al ranking número 2 en las "Oricon Charts".
El sencillo "I Do it" fue una colaboración con la cantante japonesa Yui, y fue lanzado el 22 de abril de 2009. Su Álbum debut Hydrangea ga Saiteiru, fue lanzado el 17 de junio de 2009 y llegó al ranking #7 en el Oricon Weekly Charts. Su último sencillo, "Tsukiakari no Michishirube", es la canción del opening de la segunda temporada del anime Darker than black, situado en el ranking #8 en el Oricon Weekly Charts.
Luego, las miembros del grupo anunciaron la separación de la banda después un mes de receso, debido a la operación de garganta a la que se vio sometida la vocalista Aimi, periodo que aprovecharon la baterista Shiho y la bajista Nohana para estudiar música en el extranjero. Después de este descanso, las tres decidieron que los caminos que querían elegir próximamente pasaban por la disolución del grupo.
Cada una siguió trabajando en la música. Shiho y Nohana lanzaron una nueva canción el 24 de octubre junto al músico Evan Taubenfeld bajo el nombre de Evanpony. Y su última presentación como Stereopony fue un concierto de despedida el 6 de octubre de 2012 en el Shibuya Club Quattro de Tokio, donde hablaron con sus seguidores sobre la ruptura.

## Miembros de la banda
- Aimi (nacida en Naha, el 4 de septiembre de 1990) - Guitarra / Voz.
- Nohana (nacida en Shimabara, Nagasaki el 19 de septiembre de 1989) - Bajo.
- Shiho (nacida en Nago, Okinawa el 18 de octubre de 1990) - Batería.

## Discografía
Álbumes
- [2009.06.17] Hydrangea ga Saiteiru, lugar #7 en el top Oricon Weekly Charts.
- [2010.06.09] Over The Border, #12.
- [2011.12.07] More! More!! More!!!, #33.

Álbum Recopilatorio
- [2012.11.21] BEST of stereopony, #40, álbum final de la banda.

Sencillos
- [2008.11.05] Hitohira no Hanabira , #25 lugar en el Oricon top charts, 17.º ending del anime Bleach.
- [2009.02.11] Namida no Muko , #2, 2.º opening del anime Mobile Suit Gundam 00.
- [2009.04.22] I Do it , #13, colaboración con la cantante japonesa YUI.
- [2009.08.19] Smilife , #20.
- [2009.11.04] Tsukiakari no Michishirube , #8, 1.er opening del anime Darker than Black: Ryūsei no Gemini.
- [2010.02.17] Hanbunko, #21, cover de la canción de mismo título de Bivattchee.
- [2010.05.12] OVER DRIVE, #28, tema del Dorama Pro Golfer Hana.
- [2010.12.08] Chiisana Mahou, #23, 1.er opening del anime Tegami Bachi REVERSE.
- [2011.09.28] Arigatou, #26 , tema de la película Tengoku kara no Yell.
- [2012.05.30] stand by me, #30, ending del anime Eureka Seven: AO.

Otros Singles
- [2011.08.10] Tatoeba Utaenakunattara, una colaboración con Kariyushi 58.
- [2012.10.24] Just rock with me, este sencillo fue una colaboración con Evan Taubenfeld el guitarrista de Avril Lavigne y el nombre de esta unidad fue EVANPONY.